# Niels Juel
Niels Juel (8 de maio de 1629 – 8 de abril de 1697) foi um oficial naval dinamarquês. Ele serviu como comandante supremo da Marinha Dano-Norueguesa durante o final do século XVII e supervisionou o desenvolvimento da Marinha Dinamarquesa-Norueguesa.

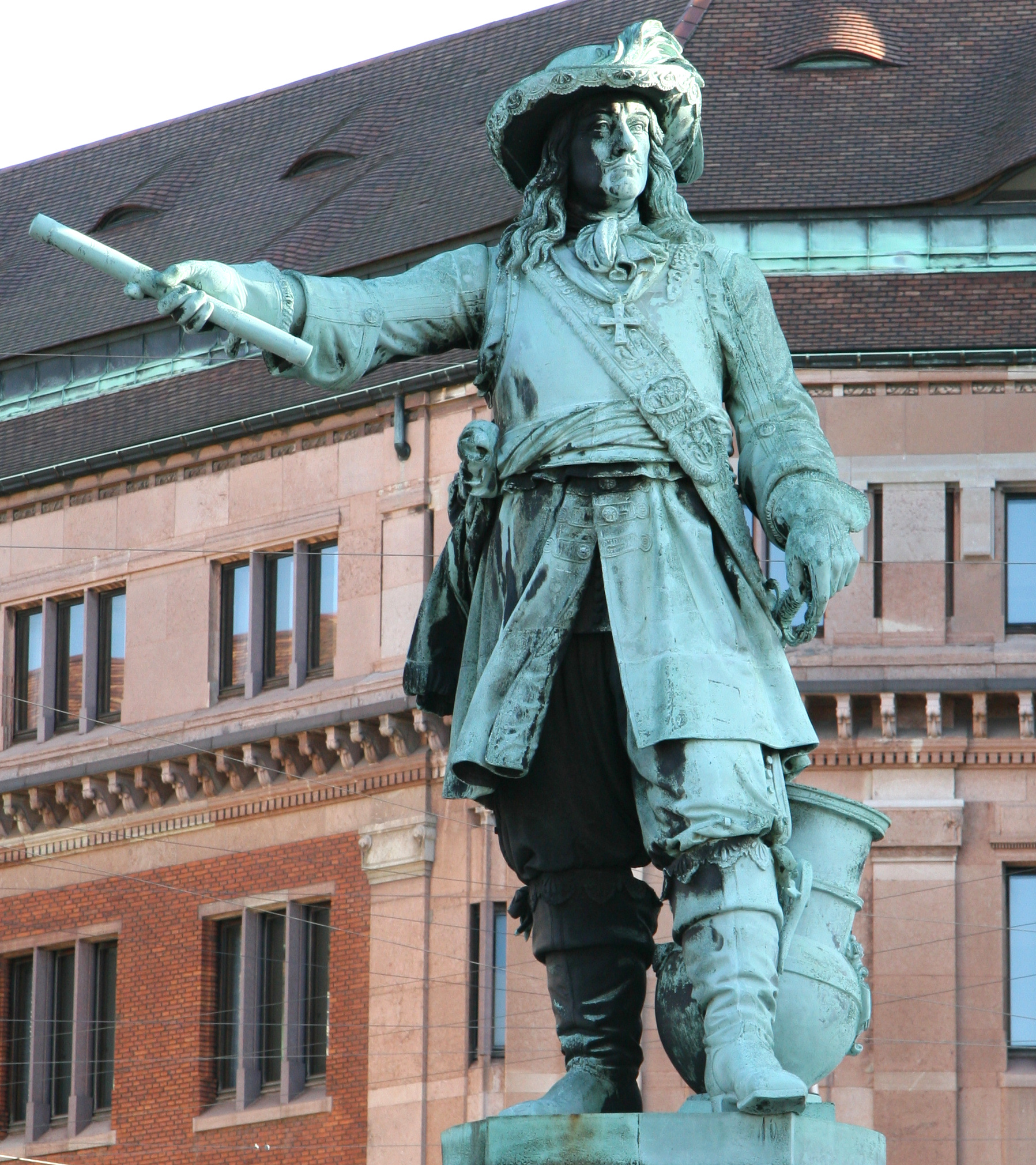
Estátua de Niels Juel no Canal Holmen em Copenhague

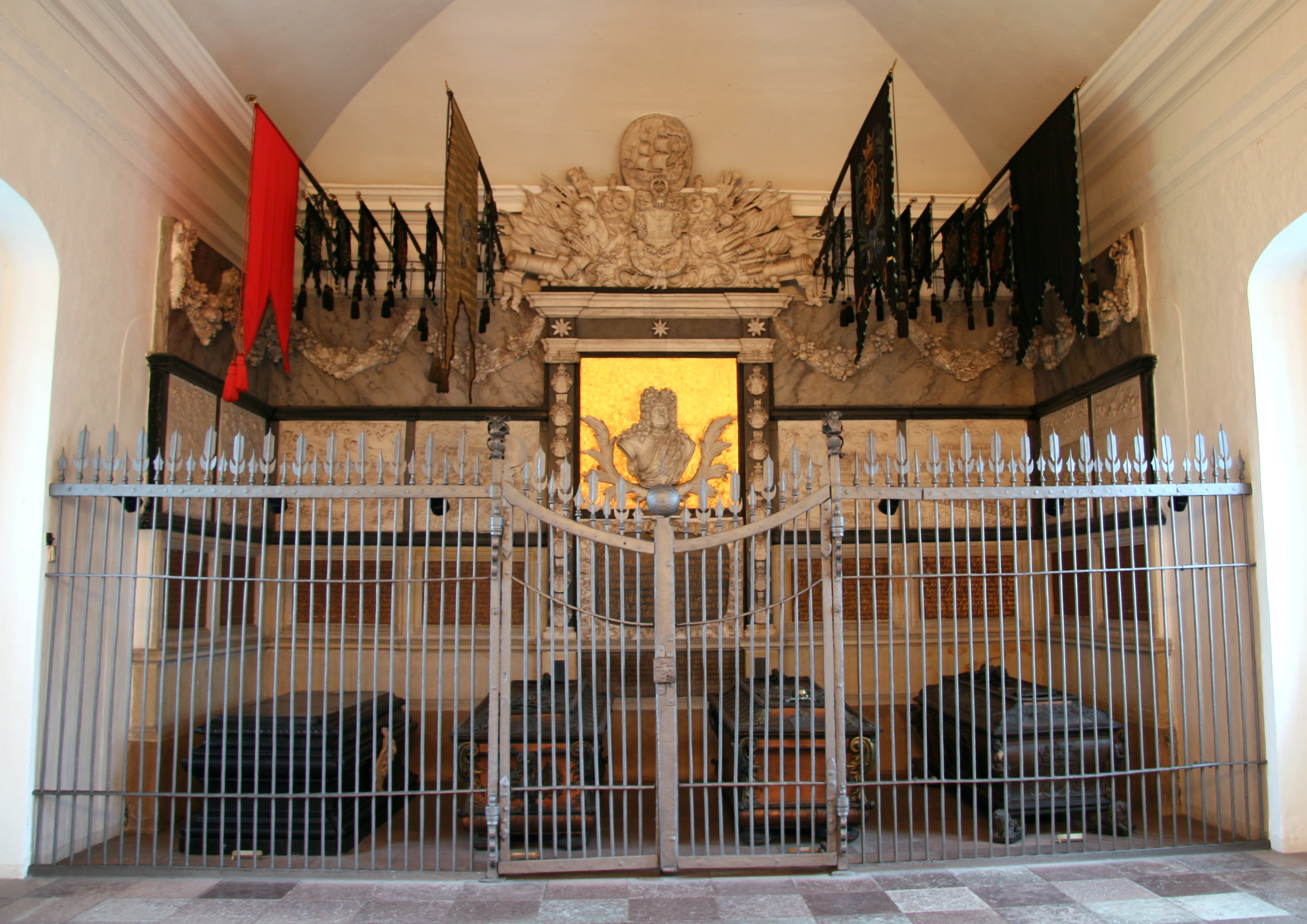
Capela de Niels Juel na Igreja de Holmen

## Origem
Niels Juel nasceu filho de Erik Juel e Sophie Sehested, ambos descendentes da nobreza dinamarquesa, que viviam na Jutlândia onde o pai tinha uma carreira como funcionário local e juiz. Ele era irmão do diplomata Jens Juel (1631–1700).
Niels Juel nasceu em Christiania (atual Oslo), Noruega, onde sua família buscou refúgio durante a invasão da Jutlândia em 1627 durante a Guerra dos Trinta Anos, enquanto seu pai participava da defesa do país. No ano seguinte, após o término da ocupação, a família se reuniu na Jutlândia. De 1635 a 1642, Juel foi criado por sua tia Karen Sehested (1606–1672) na propriedade de Stenalt perto de Randers.

## Carreira
Em 1647, Juel foi matriculado na Academia Sorø. Em 1652, Juel ingressou no serviço naval holandês. Ele serviu seu aprendizado naval sob o comando do Almirante holandês Maarten Tromp (1598–1653) e do Almirante holandês Michiel de Ruyter (1607–1676), participando de todos os principais confrontos da Primeira Guerra Anglo-Holandesa, um conflito entre a Inglaterra e a República Holandesa.
De 1654 a 1656, ele acompanhou o Almirante Michiel de Ruyter em duas viagens ao Mediterrâneo durante confrontos contra piratas norte-africanos. Durante uma indisposição em Amsterdã em 1655–1656, ele adquiriu um conhecimento profundo de construção naval. Em 1656, retornou a Copenhague e ingressou no serviço dinamarquês como oficial naval, e em 1657, foi nomeado almirante. Ele serviu com distinção durante a Guerra Dano-Sueca (1658–60) e teve papel proeminente na defesa de Copenhague contra as forças do Rei Carlos X da Suécia.
Durante quinze anos de paz, Juel, como almirante da frota, trabalhou assiduamente para desenvolver e melhorar a Marinha Real Dano-Norueguesa, embora ressentisse amargamente a nomeação sobre sua cabeça, em 1663, do Vice-Almirante Cort Adeler (1622–1675), quando este retornou do serviço à República de Veneza durante as guerras turcas. Em 1675, no início da Guerra da Escânia, ele serviu inicialmente sob Adeler, mas após a morte deste último em novembro de 1675, foi nomeado para o comando supremo.
Juel então ganhou reputação europeia e elevou o poder naval dinamarquês a uma eminência sem precedentes, pelo sistema de táticas navais, que consistia em cortar parte da força inimiga e concentrar todo o ataque nela. Ele empregou pela primeira vez esta manobra na Batalha de Jasmund próximo a Rügen (25 de maio de 1676), quando rompeu a linha inimiga em coluna fechada e cortou cinco de seus navios, embora o anoitecer o tenha impedido de persegui-los. As operações de Juel foram consideravelmente prejudicadas neste período pela conduta de seu auxiliar, o Tenente-Almirante holandês Philips van Almonde (1644–1711), que acusou o almirante dinamarquês de covardia. Alguns dias após a batalha de Jasmund, o Almirante holandês Cornelis Tromp (1629–1691) com 17 navios de linha dinamarqueses e holandeses frescos, substituiu Juel no comando supremo. Juel teve papel importante na grande vitória de Cornelis Tromp na Batalha de Öland (1 de junho de 1676), que permitiu aos dinamarqueses invadir a Escânia sem oposição.
Em 1 de junho de 1677, Juel derrotou o almirante sueco Erik Carlsson Sjöblad (1647–1725) durante a Batalha de Møn. Em 30 de junho de 1677, ele conquistou sua maior vitória, na Batalha da Baía de Køge a sudoeste de Copenhague. Com 25 navios de linha e 1267 canhões, ele derrotou o almirante sueco Henrik Horn (1618–1693) com 36 navios de linha e 1800 canhões. Por este grande triunfo, recompensa de superior marinharia e estratégia em um estágio inicial do confronto - o olhar experiente de Juel lhe disse que o vento durante o dia mudaria de S.O. para O. e ele assumiu riscos extraordinários de acordo - ele foi feito tenente-almirante general e conselheiro privado. Esta vitória, além de incapacitar permanentemente a marinha sueca, deu aos dinamarqueses a autoconfiança para se tornarem menos dependentes de seus aliados holandeses.
Em 1678, Cornelis Tromp foi demitido pelo Rei Cristiano V, que deu o comando supremo a Juel. Na primavera de 1678, Juel saiu para o mar com 84 navios transportando 2.400 canhões, mas como os suecos não tinham mais força naval para enfrentar uma frota tão formidável em mar aberto, suas operações se limitaram a bloquear os portos suecos e transportar tropas para Rügen. Após o Tratado de Lund em 1679, Juel mostrou-se um administrador e reformador de primeira ordem, e sob sua supervisão energética a marinha dinamarquesa atingiu dimensões impressionantes, especialmente depois que Juel se tornou chefe do almirantado em 1683.

## Vida pessoal

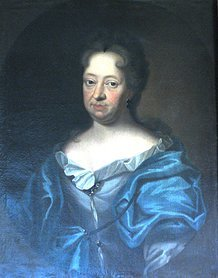
Margrethe Ulfeldt

Juel casou-se com Margrethe Ulfeldt (1641–1703) em 1661. Ela era filha do nobre Knud Ulfeldt (1609–1657) e Vibeke Podebusk (1608–1645). Ela ficou noiva dele após a morte de seu pai quando tinha 20 anos, ele tinha 30 anos. Ela deu à luz seus quatro filhos entre 1664 e 1672.
Em 1674, Juel recebeu um título de cavaleiro dinamarquês. Em 1678, ele recebeu o título do Castelo de Valdemar (dinamarquês: Valdemars Slot) na ilha de Tåsinge. Ele morreu em 8 de abril de 1697, aos 67 anos. Ele e sua esposa foram sepultados na capela Niels Juel na Igreja de Holmen em Copenhague.

## Leituras relacionadas
- Barfod, Jørgen H. (1997) Niels Juels flåde. (Gyldendal, Copenhague) ISBN 87-00-30226-0 Predefinição:Em língua
- Probst, Niels M. (2005) Niels Juel: vor største flådefører (Statens Forsvarshistoriske Museum) ISBN 87-89022-46-7 Predefinição:Em língua
Este artigo incorpora texto  (em inglês) da Encyclopædia Britannica (11.ª edição), publicação em domínio público.